# Christopher Wilder
 (août 2019).
Si vous disposez d'ouvrages ou d'articles de référence ou si vous connaissez des sites web de qualité traitant du thème abordé ici, merci de compléter l'article en donnant les références utiles à sa vérifiabilité et en les liant à la section « Notes et références ».
Pour les articles homonymes, voir Wilder.
Christopher Wilder (13 mars 1945 – 13 avril 1984) est un tueur en série qui a assassiné plusieurs femmes en 1984 à travers les États-Unis. Né en Australie d'un père américain et d'une mère australienne, il est tué lors d'un échange de coups de feu avec la police.
Vers mars 1984, le FBI fait publier un avis de recherche ; il est alors classé dans la liste des 10 criminels les plus recherchés du FBI. Il a également été placé comme faisant partie de la classe des tueurs en série sadiques du fait qu'il torturait et violait ses victimes avant de les tuer.